# Museum von Sopot

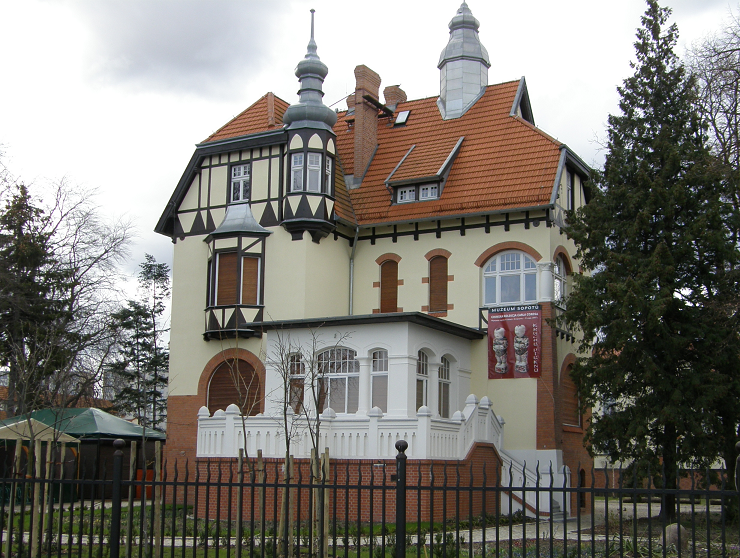
Das Muzeum Sopotu (Museum von Sopot) in Sopot

Das Museum von Sopot (auch: Museum von Zoppot, polnisch: Muzeum Sopotu) befindet sich in der Villa Ernst Claaszen in Sopot bei Danzig in Polen in unmittelbarer Strand- und Zentrumsnähe.

## Museum
Seit 2001 existiert das Museum von Sopot. Die Gründung erfolgte durch den Sopoter Stadtrat anlässlich der 100-Jahr-Feier der Stadt Sopot.
Das Museum zeigt heute in den historischen Räumen in der Villa Ernst Claaszen (Baujahr: 1903/1904), wie das bürgerliche Leben in der Anfangsphase von Sopot als Kurort ausgesehen hat. Die Villa wurde von 2001 bis 2006 grundlegend saniert, um das Anwesen in seinen ursprünglichen Zustand zurückzuversetzen und es als Museum nutzbar zu machen. Dabei wurden die originalen Dekorationselemente erhalten und Ausstellungs- und Einrichtungsgegenstände für das künftige Museum zusammengetragen. Die ursprüngliche Anordnung der Räume wurde dabei nicht verändert. Die Renovierungsarbeiten bezogen auch den weitläufigen Garten sowie den schmiedeeisernen Zaun der Villa. Darüber hinaus wurde auch ein Personenaufzug für Menschen mit Behinderung eingebaut. Die Villa Ernst Claaszen ist ein typisches Beispiel für Bürgerhäuser, die in Sopot um 1900 erbaut wurden – sowohl was die Fassadenausschmückung angeht wie auch die Innenausstattung, Funktion und Anordnung der Räume: So wurden die Wirtschaftsräume der Villa im Kellergeschoss eingerichtet (Küche, Brennholzlager, Zentralheizungsofen). Heute befinden sich hier ein Restaurant mit Zugang zu einer Gartenterrasse und der Eingangsbereich zum Museum.
Die ehemaligen Repräsentationsräume der Villa dienen der Dauerausstellung zur Präsentation der historischen Innenräume.
Die Repräsentationsräume waren Anfang 1900 traditionsgemäß im Erdgeschoss eingerichtet: Das Esszimmer wurde damals mit barocken Danziger Möbeln sowie mit niederländischen Fayencegegenständen aus Delft eingerichtet. Über dem Alabasterkamin im Salon hingen Ölgemälde mit Familienporträts. Das Damenzimmer war mit dem Salon über eine Danziger Rokokotür verbunden. Neben den damals populären englischen Grafiken mit ihren Genreszenen bzw. mythologischen Inhalten befanden sich hier auch Gemälde von niederländischen Meistern und Danziger Künstlern. Ebenfalls im Erdgeschoss befindet sich eine Veranda, die typisch für die damalige Sopoter Architektur war: Sie diente als eine Art Wintergarten und war Anfang 1900 mit leichten Korbweidemöbeln eingerichtet. Die Veranda und die Terrasse, die von der Veranda aus betreten werden kann, sind auf den nahe gelegenen Strand ausgerichtet.
Diese Art der Einrichtung war damals gängig in den Bürgervillen Sopots. Sie knüpfte an die Tradition Danziger Bürgerhäuser an – auch im Falle dieser Villa da viele Einrichtungselemente der Villa Ernst Claaszen aus den ehemaligen Bürgerhäusern der Familie Claaszen stammen.
Die Dauerausstellung in den Repräsentationsräumen der Villa Ernst Claaszen wurde anhand von Fotos aus der Zeit um 1900 erstellt, die dem Museum in den Jahren 2001 bis 2003 durch Ruth Koch, geb. Claaszen, der Tochter des Erbauers der Villa, übergeben wurden. Diese historischen Aufnahmen halfen dabei, zum Teil die Ausstattung der Eingangsdiele mit der Stiege, des Esszimmers mit Wintergarten, den Salon und das Damenzimmer entsprechend einem Sopoter Bürgerhaus jener Zeit zu rekonstruieren. Sehr wertvoll war hierfür auch der Nachlass von Ruth Koch, die im August 2005 in Bad Pyrmont verstarb. Ihre Erben überließen dem Museum von Sopot das Familienarchiv und die noch original erhaltenen Elemente der damaligen Ausstattung der Villa Ernst Claaszen – eine überaus wichtige Schenkung für die Authentizität der Dauerausstellung, da gerade mit diesen Möbeln, Ausstellungselementen und Einrichtungselementen wie Porzellan, Kleidungs- und Schmuckstücke die Dauerausstellung die glanzvolle Zeit Sopots zu Beginn des 20. Jahrhunderts authentisch lebendig werden lassen kann. Zurzeit sind dies die einzigen historischen Wohnräume Sopots, die museal rekonstruiert wurden und öffentlich zugänglich sind. Das Museum erwirbt laufend weitere Ausstellungsgegenstände für die eigenen Sammlungen wie alte Möbel, Bilder, Kunsthandwerkgegenstände usw. – v. a. aus der Region Sopot.
Im ersten Obergeschoss waren ursprünglich die vier Schlafzimmer der Familie Claazsen untergebracht: Drei kleine Schlafzimmer für den Sohn und die beiden Töchter sowie ein großes Schlafzimmer für die Eltern. Heute werden hier Wechselausstellungen präsentiert.
Das Hauspersonal war Anfang 1900 in dunklen, kleinen Räumen im Dachgeschoss untergebracht. Diese Dachzimmer sind für Besucher nicht zugänglich. Hier befinden sich heute die Arbeits- und Büroräume der Mitarbeiter des Museums.

## Sammlungen
Das Museum von Sopot besitzt eine Sammlung mit Kunstwerken aus den Bereichen Bildhauerei, Graphik, Malerei sowie Kunsthandwerk, die die Historie der Stadt und der Region darstellen bzw. repräsentieren. So besitzt das Museum auch eine spezialisierte Sammlung an wertvollen Objekten aus den Bereichen Malerei, Graphik, Möbel und Kunsthandwerk, die für die Dauerausstellung erworben wurden – v. a. während der Rekonstruktion der Villa.
Darüber hinaus beherbergt das Museum auch eine Kunst- und Kunsthandwerksammlung mit Archivcharakter mit alten Postkarten, Fotografien, Landkarten, Dokumenten und Publikationen, die sich mit Sopot bzw. mit anderen Städten (insbesondere Seekurorten) auseinandersetzen.

## Museumspädagogik
Die Museumspädagogik ist ein wichtiger Bestandteil des Museums von Sopot mit Angeboten für Schüler und Jugendliche in Form von Geschichtsstunden im Museum, in denen die man Baudenkmäler von Sopot sowie die wichtigsten Ereignisse und Persönlichkeiten aus der Geschichte des Kurorts kennenlernen kann.
Daneben organisiert das Museum Vorträge, die sich mit der Kultur sowie der Geschichte von Sopot und Pommern auseinandersetzen. Nicht zuletzt werden im Museum auch alte Bräuche vorgestellt.

## Professor-Jerzy-Stankiewicz-Preis 2009
Das Museum von Sopot erhielt am 1. Oktober 2009 den Professor-Jerzy-Stankiewicz-Preis, den die Museumsleiterin Małgorzata Buchholz-Todoroska mit ihrem Team für die Erstellung der Ausstellung und des Katalogs „Paul Puchmüller. Der Architekt, der Zoppot in eine Stadt verwandelt hat“ entgegennahmen.
Diese Auszeichnung wird durch den Danziger Denkmalpflegeverein und den Danziger Kunsthistorikerverein gemeinsam mit der Abteilung für die Restaurierung von Kunstwerken des Polnischen Künstlerverbands verliehen.
Ausschlaggebend für die Auszeichnung war, dass sich das Projekt nicht nur einem wichtigen kunst- und kulturhistorischen Thema annahm, sondern dabei auch Wissenschaftler und Ausstellungsmacher aus dem ganzen Land einbezog (z. B. Konrad Nawrocki, Janusz Dargacz, Maciej Maria Putowski). Bei der Realisierung der Ausstellung half insbesondere auch Alex Puchmüller, der Enkel des Architekten, mit Familienandenken, die er zur Verfügung stellte und einem Beitrag mit seinen persönlichen Erinnerungen.

## Geschichte der Villa Ernst Claaszen
Die Villa wurde nach den Entwürfen des Architekten Walther Schulz von 1903 bis 1904 durch den Danziger Kaufmann Ernst Claaszen erbaut.
Die Familie Claaszen war flämischer Herkunft, gehörte der oberen Mittelschicht Danzigs an und war aber schon seit Generationen Eigentümer Danziger Bürgerhäuser. Diese Familiengeschichte wie auch die Leidenschaft der Familie für die Danziger Kunst und Kultur, prägten das Interesse von Ernst August Claaszen für Antiquitäten – überwiegend (kunst-)handwerkliche Gegenstände und Kunstwerke, mit denen er seine Sopoter Villa schmückte.
Das Familienoberhaupt Ernst Claaszen gründete nach einer guten Berufsausbildung und Praktikum in England ein Exportunternehmen, um Zucker von Danzig nach England zu exportieren. Nach und nach besaß er verschiedene einträgliche Firmen und wurde um 1900 Konsulagent der USA in Danzig.
Zu jener Zeit erwarb er auch das Grundstück für seine Villa in Sopot in direkter Strandnähe, was sich als hervorragende Investition herausstellte. Nach dem Selbstmord von Ernst Claaszen im Jahre 1924 war dessen Frau Martha gezwungen, das Familienvermögen Stück für Stück zu verkaufen – schließlich auch die Villa, die 1928 von Oskar Meltzner aus Danzig gekauft wurde. Meltzner besaß eine Maschinenfabrik sowie einen Eisengussbetrieb. Als er 1932 starb, ging die Villa an dessen Sohn Herbert, der das Haus mit seiner Familie bis 1945 bewohnte. Anfang 1945 verließ seine Frau mit den beiden Kindern Sopot auf dem Seewege, Herbert Meltzner wurde nach Danzig zur Zivilverteidigung berufen. Am 23. März 1945 wurden Sopot von sowjetischen Truppen eingenommen. Bei den damit einhergehenden Kämpfen wurde Sopot glücklicherweise kaum zerstört.
Nach dem Ende des Zweiten Weltkriegs wurde die gut erhaltene Villa durch die Kanzlei des damaligen polnischen Staatspräsidenten Bolesław Bierut übernommen und es zog dort Eugeniusz Kwiatkowski im Herbst 1945 ein, der kurze Zeit später Leiter der Regierungsgesandtschaft für Küstenangelegenheiten wurde. Der Stalinterror richtete sich ab 1947 gegen die Vorkriegsintelligenz, die sich wesentlich am Aufbau des zerstörten Polens einsetzte. So musste Kwiatkowski mit seiner Familie die Villa im Frühjahr 1948 wieder verlassen. Kurz danach wurde er seines Postens als Regierungsgesandter enthoben.
Die Villa wurde dann mit seiner attraktiven Lage nahe am Strand bis 1980 eines der wertvollsten Bestandteile des örtlichen Komplexes aus Regierungs- und Militärgebäuden.
1981 ging das Anwesen in den Besitz Sopots über. Bis 2001 wurde in der Villa eine Psychologisch-Pädagogische Beratungsstelle untergebracht.
2001 entschied der Sopoter Stadtrat hier das neu gegründete Museum von Sopot einzurichten.